# Schloss Hohenheim

Schloss Hohenheim, Gartenfront (Ansicht von Süden)

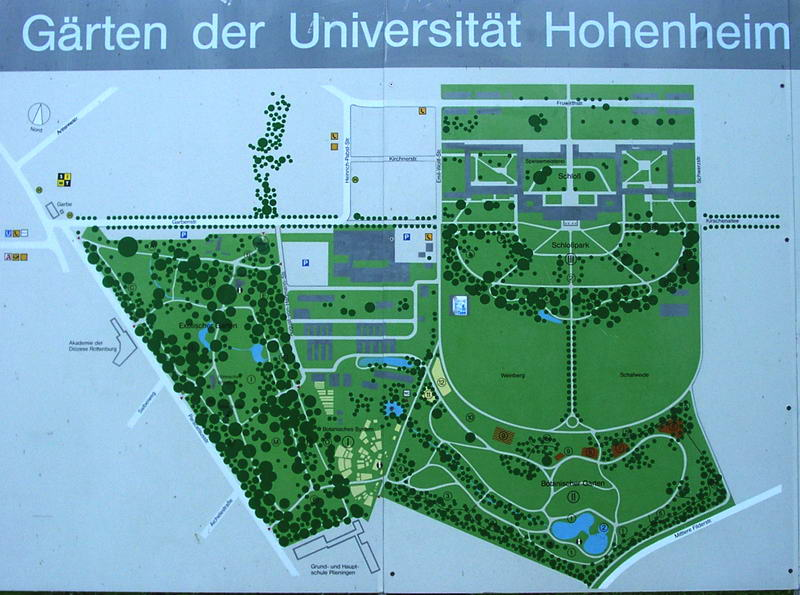
Lageplan der Gärten

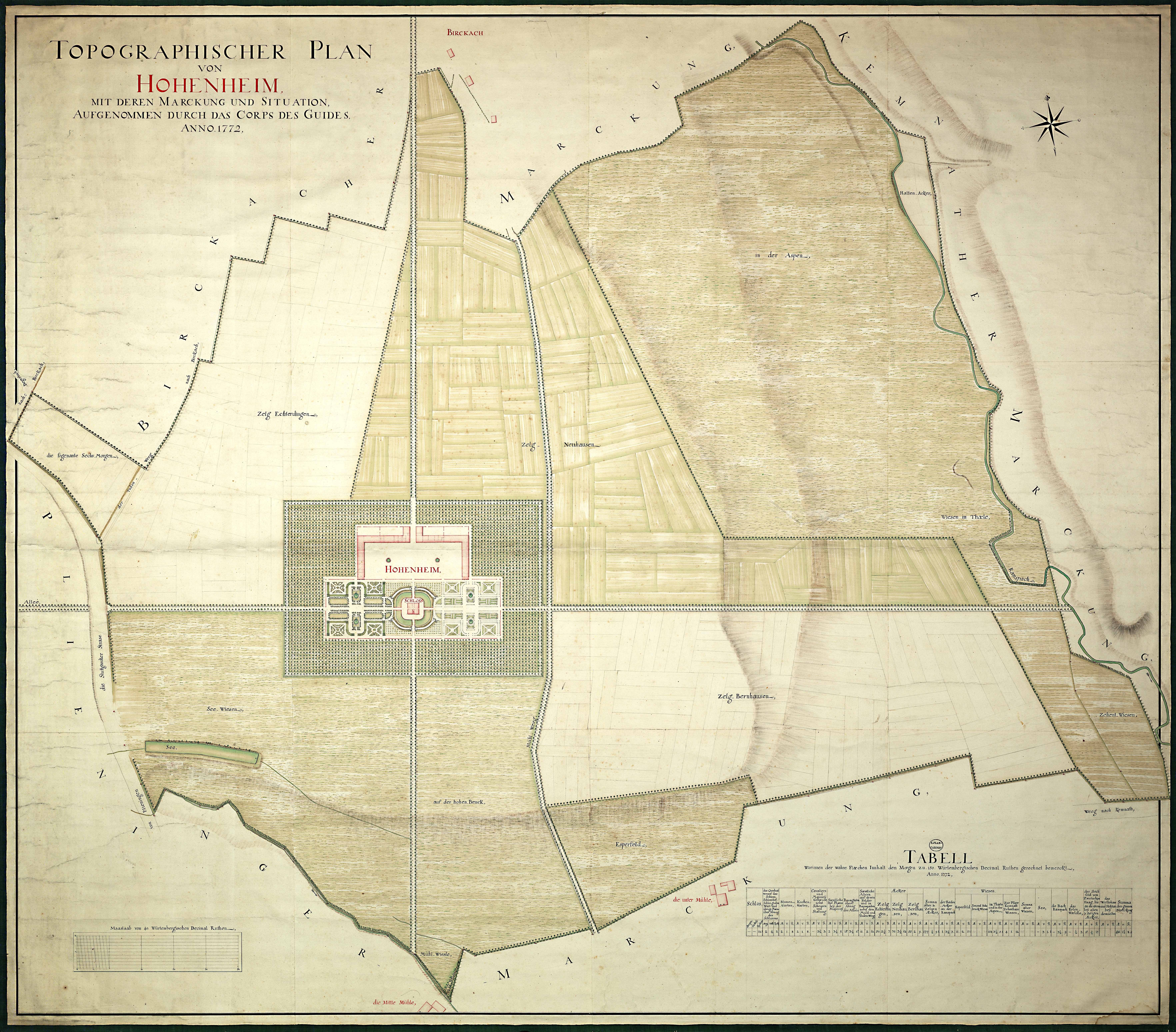
Plan des Corps des Guides von 1772

Das Schloss Hohenheim liegt im Stuttgarter Stadtteil Hohenheim und wurde zwischen 1772 und 1793 vom württembergischen Herzog Carl Eugen für seine spätere Frau Franziska Leutrum von Ertingen gebaut. Architekt war Reinhard Ferdinand Heinrich Fischer. Heute wird das Schloss hauptsächlich von der Universität Hohenheim genutzt. Das Schloss ist umgeben von den Hohenheimer Gärten.

## Geschichte
Auf dem Gelände standen zuvor die Gutsgebäude der Herren von Hohenheim. Ein unehelicher Spross dieses Geschlechts, Theophrast Bombast von Hohenheim, wurde als Paracelsus ein bekannter Arzt, Alchemist und humanistischer Naturphilosoph. Im Jahr 1100 wurde Hohenheim erstmals urkundlich erwähnt, als Egilolf von Hohenheim dem Kloster Hirsau Land schenkte. Im Laufe der Jahrhunderte hatte das Gut mehrmals den Besitzer gewechselt, ehe es 1768 an Herzog Carl Eugen fiel.
Ab 1772 ließ der Herzog das Gut zunächst in ein kleines Wasserschloss umbauen, das 1776 zur Sommerresidenz ausgerufen wurde. Im selben Jahr wurde mit den Planungen für ein „Englisches Dörfle“ begonnen, das schließlich über 60 im Maßstab 1:4 miniaturisierte Gebäude im Rokoko-Stil umfasste. Bis heute blieben davon drei im Bereich des Landesarboretums – Exotischer Garten erhalten: das Römische Wirtshaus, die Drei Säulen des Donnernden Jupiter und das Spielhaus (heute Museum zur Geschichte Universität Hohenheims). Die ebenfalls zum „Dörfle“ gehörende neogotische Kapelle und einige andere Bauwerke wurden später nach Ludwigsburg (Schloss Monrepos bzw. Schlosspark Ludwigsburg) transloziert.
1778 ließ der Herzog in Hohenheim seltene ausländische Gewächse anpflanzen, die heute teilweise noch im Exotischen Garten zu sehen sind. Ab 1782 ließ Carl Eugen auf dem Gelände ein weitläufiges Residenzschloss errichten, das jedoch nie fertiggestellt wurde. Der Tod des Herzogs in Hohenheim (1793) beendete die Bauarbeiten.
Friedrich Schiller beschrieb den Park von Schloss Hohenheim so: „Aber die Natur, die wir in dieser englischen Anlage finden, ist diejenige nicht mehr, von der wir ausgegangen waren. Es ist mit Geist beseelte und durch Kunst exaltierte Natur, […]“
Erst knapp 20 Jahre später erlangte das Schloss wieder eine größere Bedeutung: Der württembergische König Wilhelm I. und seine Gemahlin Katharina gründeten die Landwirtschaftliche Unterrichts-, Versuchs- und Musteranstalt, die in einem Nebengebäude am Schloss untergebracht war. Das 1829 als einklassige Privatschule für die Kinder der Professoren und Beamten derselben gegründete Paracelsusgymnasium wurde später im Ostflügel untergebracht, hat diesen aber spätestens mit Fertigstellung des Neubaus 1966 verlassen.
Im Zweiten Weltkrieg wurden einzelne Flügel des Schlosses zerstört, die jedoch später (zumindest äußerlich) wiederaufgebaut wurden. In den 1970er Jahren wurde das Schloss modernisiert und der Rokokostuck entfernt, erst in den 1990er Jahren wurde dieser rekonstruiert und schmückt heute wieder das Schloss.

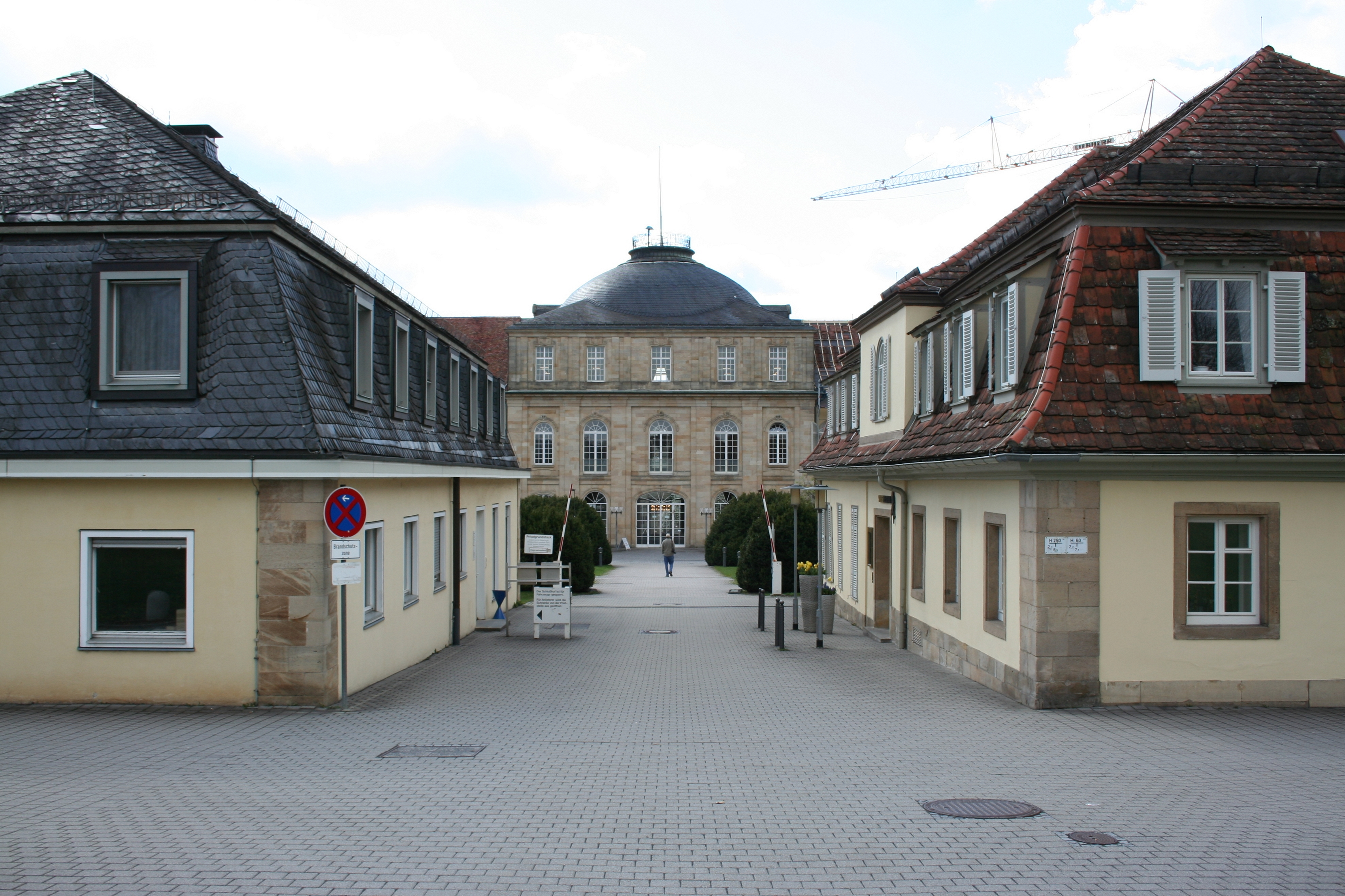
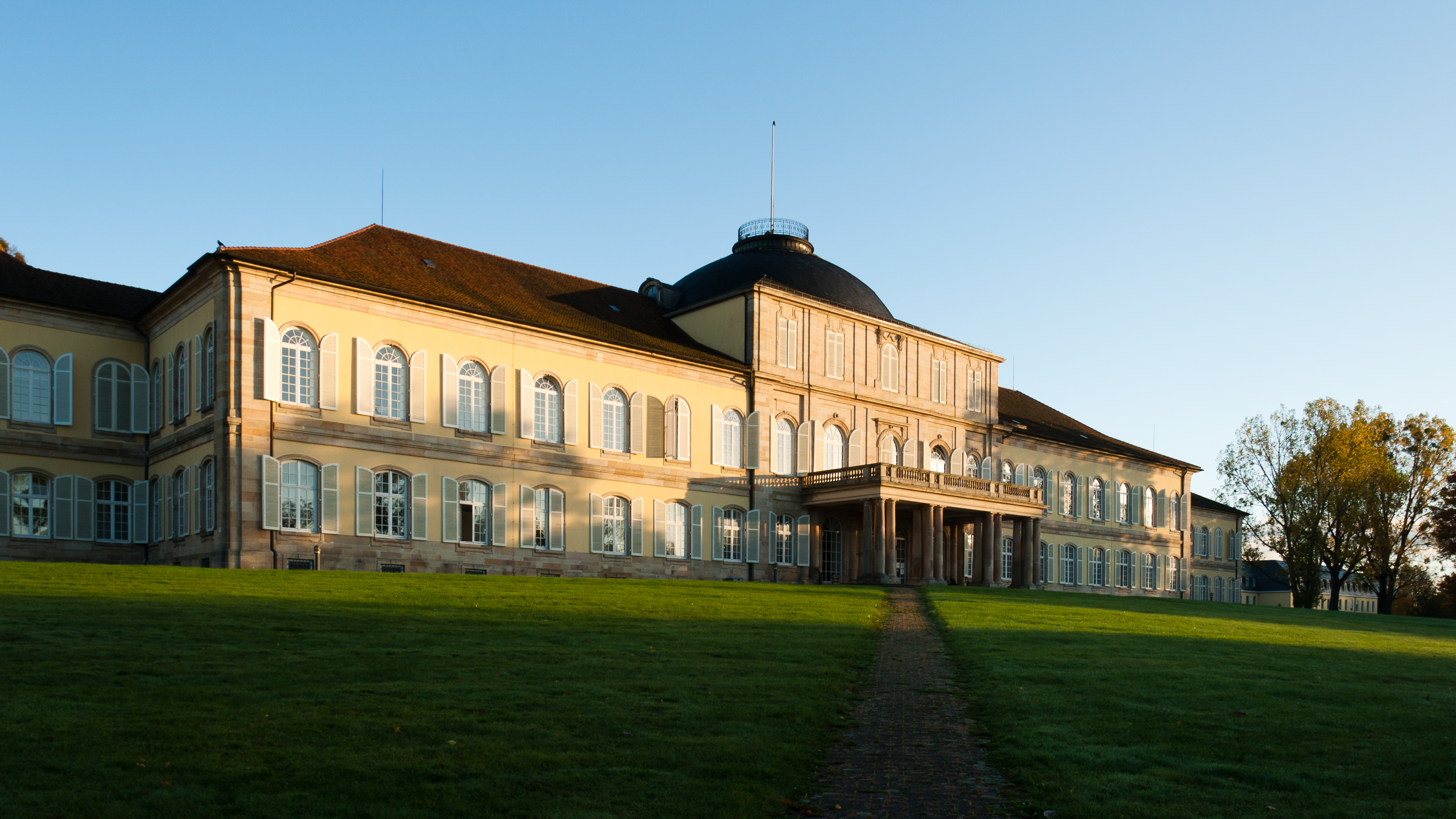
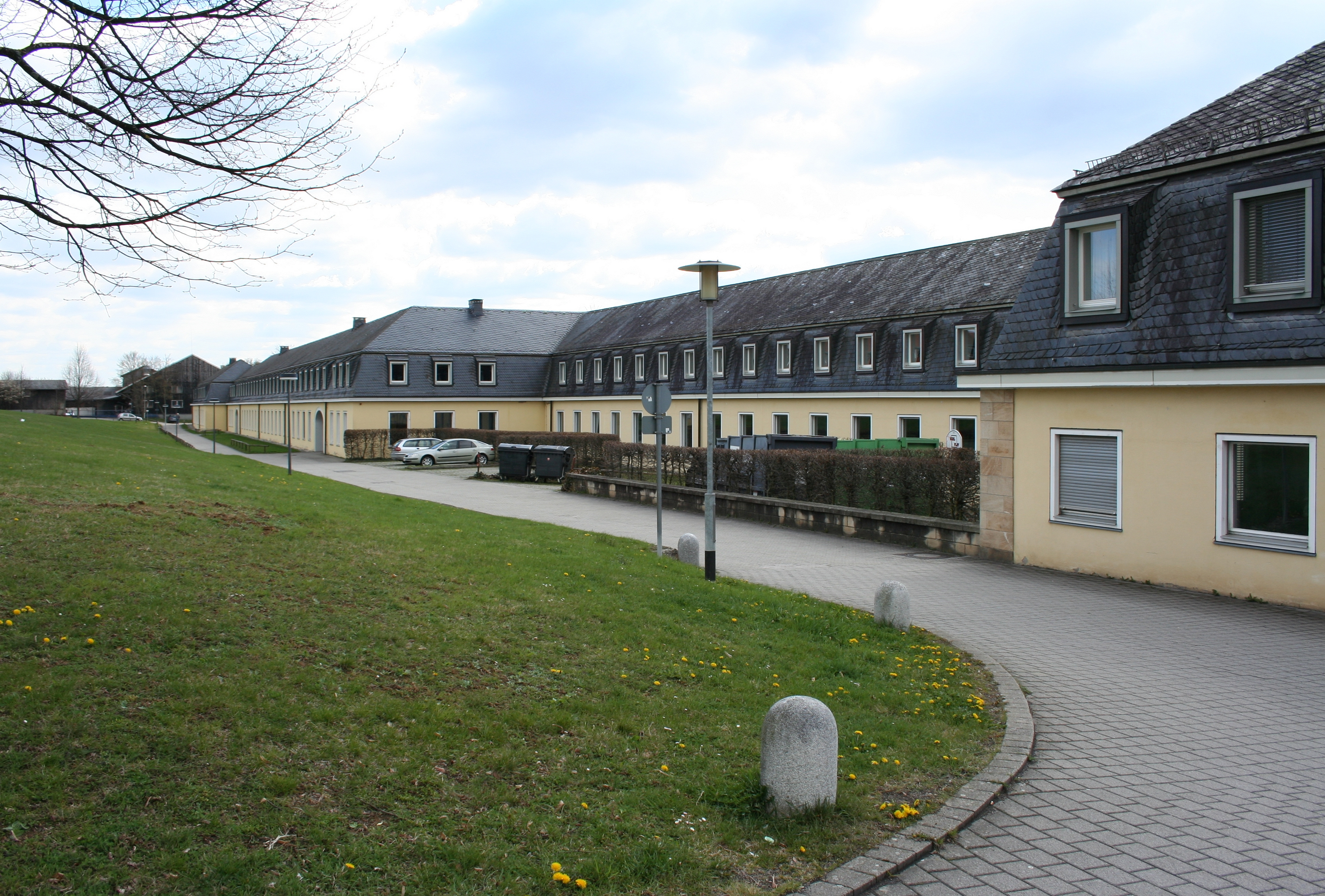
Die ab 1772 erbauten Seitenflügel
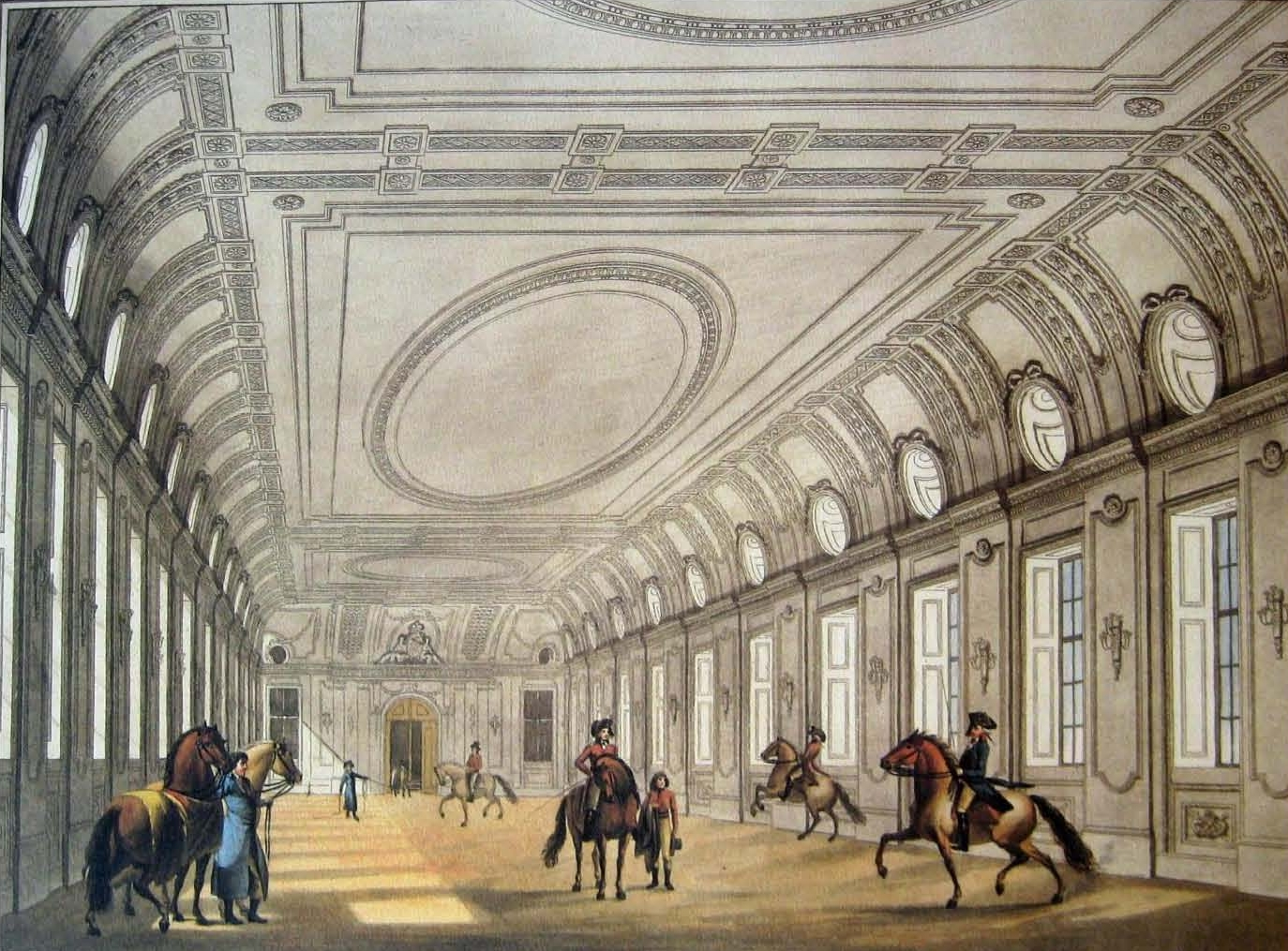
Reithaus (1795)

## Heutige Nutzung

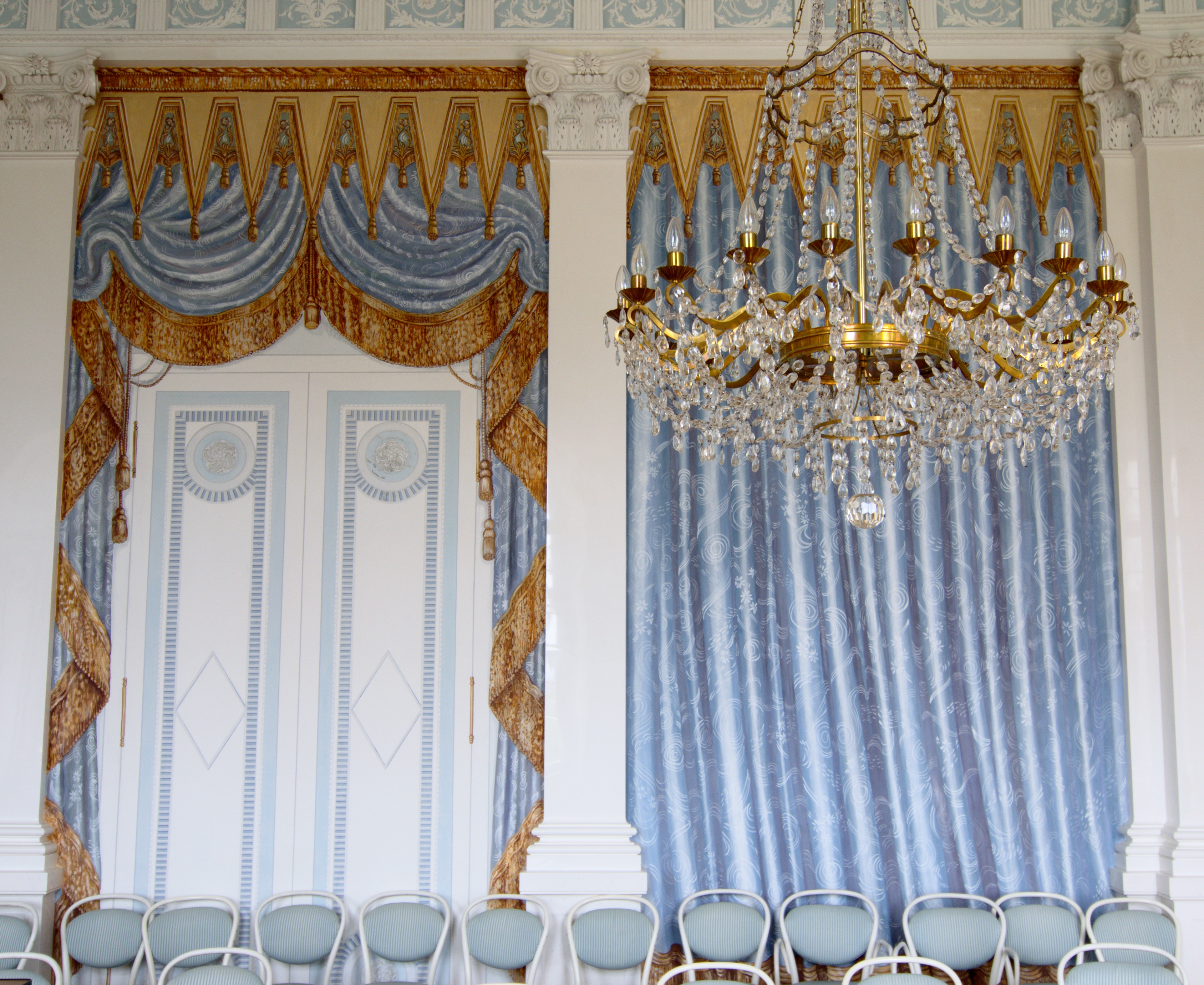
Trompe-l’œil in einem der Innenräume

Heute nutzt die Universität Hohenheim große Teile des Schlosses. Des Weiteren ist dort die Staatsschule für Gartenbau und Landwirtschaft untergebracht, außerdem das Wirtschaftsarchiv Baden-Württemberg. 

## Speisemeisterei
Im Kavaliersbau des Schlosses von 1773 wurde 1918 eine Mensa mit der Bezeichnung Speisemeisterei für die Universität Hohenheim eingerichtet. Diese wurde 1985 in ein Restaurant umgewandelt. Zwischen 1993 und 2007 betrieb Martin Öxle es, dem der Guide Michelin für die Speisemeisterei zeitweise zwei Sterne zuerkannte.
Von September 2008 bis Mai 2018 war Frank Oehler Patron; die Speisemeisterei wurde kontinuierlich mit einem Michelinstern ausgezeichnet, seit 2017 unter Küchenchef Stefan Gschwendtner. 2022 wurde die Speisemeisterei mit zwei Michelinsternen ausgezeichnet.

## Belege
1. ↑  Geschichte des PGH. Abgerufen am 28. August 2022.
2. ↑  PDF der Uni Hohenheim zum Historischen Rundweg, abgerufen am 11. Oktober 2013 (Memento vom 9. März 2016 im Internet Archive)
3. ↑  Unser Speisemeisterei-Team. In: Speisemeisterei. Abgerufen am 16. Juli 2021 (deutsch).
4. ↑  Speisemeisterei. Abgerufen am 28. August 2022.
5. ↑  Achtung: Die Datenbasis hat sich geändert; bitte Ergebnis überprüfen und SBB=1 setzen

Koordinaten: 48° 42′ 43″ N, 9° 12′ 50,6″ O